# Calobates insularis
Calobates insularis är en kvalsterart som först beskrevs av Balogh 1970.  Calobates insularis ingår i släktet Calobates och familjen Oripodidae. Inga underarter finns listade.